# Middlesex (Angleterre)
Pour les articles homonymes, voir Comté de Middlesex et Middlesex.
Le Middlesex est un ancien comté traditionnel d'Angleterre. Il a le statut de comté administratif de 1889 à 1965, ancienne subdivision administrative d'Angleterre. La capitale en est alors Brentford. Il est aussi abrégé Middx.

## Toponymie
Souvenir de l'établissement de peuples saxons dans l'ancienne Bretagne, le nom Middlesex provient des « Saxons du Milieu », par opposition aux Saxons de l'Est (Essex), de l'Ouest (Wessex) et du Sud (Sussex). Sa plus ancienne forme documentée est Middleseaxan en 704.

## Historique

Divisions administratives (Hundred).

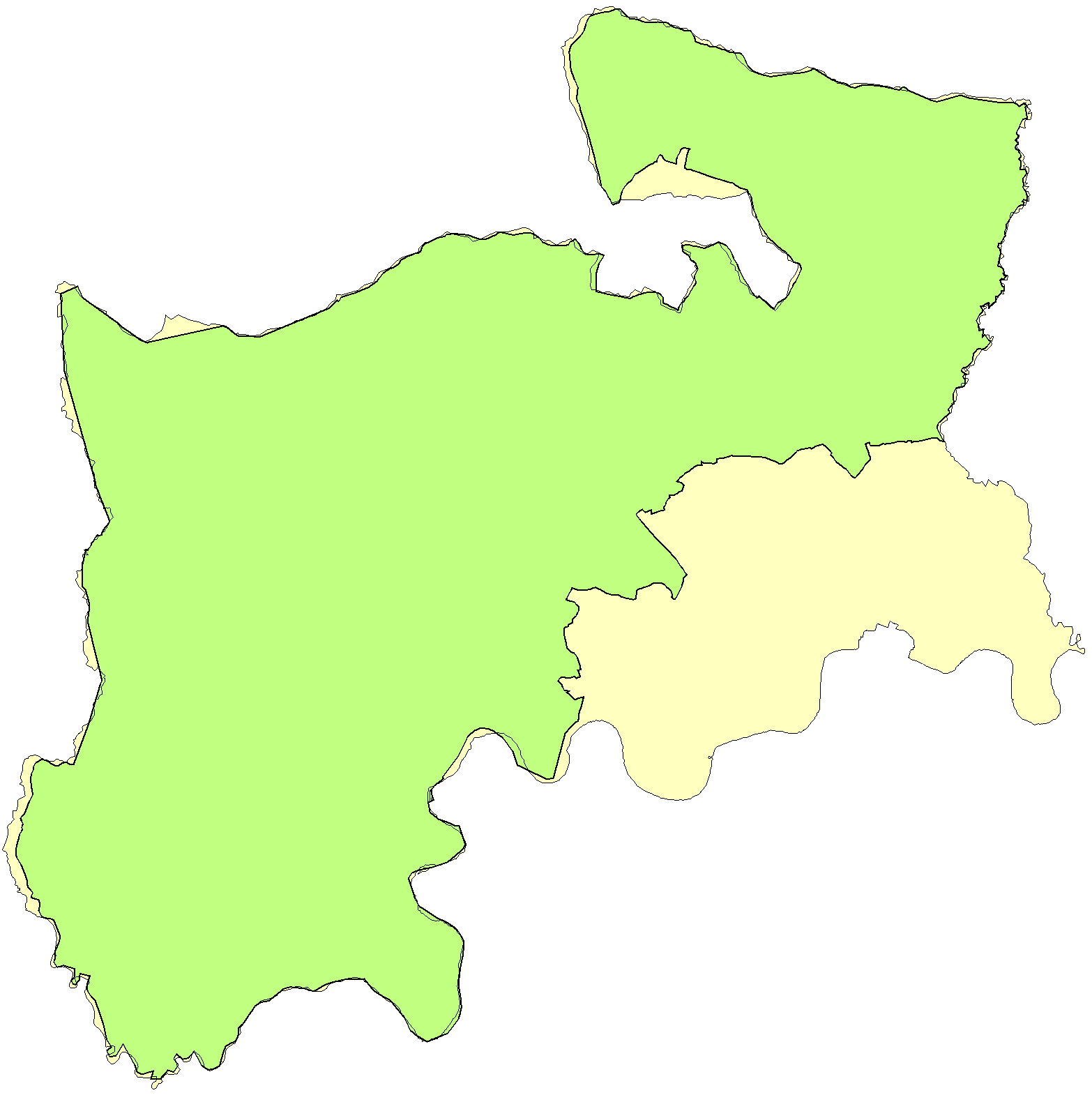
Évolution du Middlesex : en 1889, la partie sud-est est incluse dans le Comté de Londres nouvellement créé. Le reste du comté est fusionné au sein du Grand Londres en 1965 (excepté Potters Bar et Sunbury-on-Thames.

Avant la création du comté de Londres en 1889, le Middlesex inclut la majorité de la zone urbaine de Londres. Les portions du Middlesex rattachées au comté de Londres cette année-là correspondent approximativement aux boroughs actuels de Camden, Hackney, Hammersmith et Fulham, Islington, Kensington et Chelsea, Tower Hamlets ainsi que la Cité de Westminster.

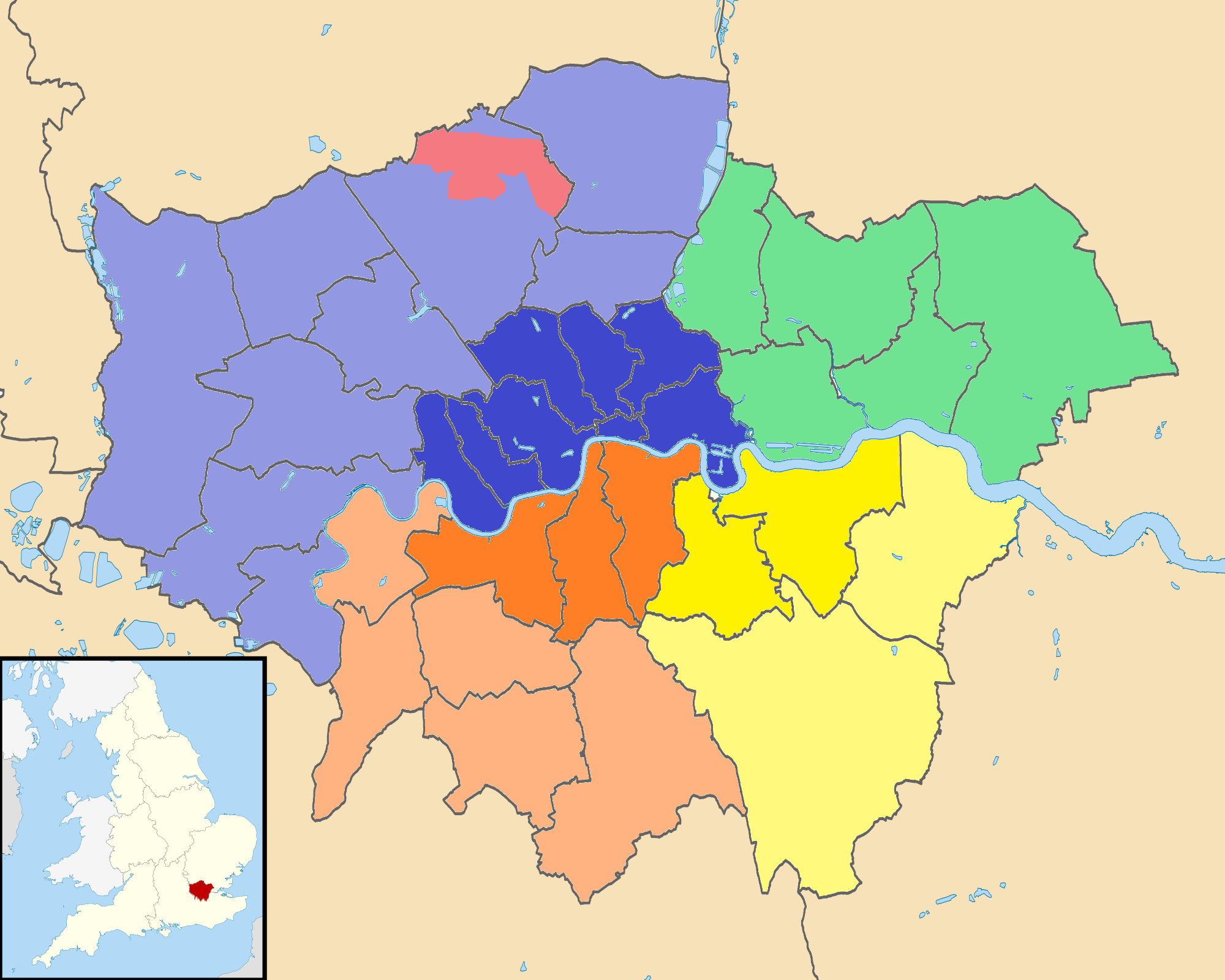
Formation progressive du Grand Londres (en bleu le Middlesex).

Ce comté ayant été supprimé, la plus grande partie de son territoire est rattachée, en 1965, à la région anglaise du grand Londres.  Son territoire est réparti alors entre les différents boroughs actuels de Barnet (dont la majorité, mais pas la totalité, du territoire provient du Middlesex), Brent, Ealing, Enfield, Haringey, Harrow, Hillingdon, Hounslow et Richmond upon Thames (au nord de la Tamise).  Les exceptions sont le district urbain de Potters Bar, rattaché au Hertfordshire et les villes de Staines et Sunbury-on-Thames, rattachées au Surrey, formant désormais le district de Spelthorne. La Middlesex University se trouve maintenant dans le Grand Londres.

## Événements historiques
- Eustache White, martyr, exécuté le 10 décembre 1591, canonisé en 1970 (appelé saint Eustache) ;
- Accident ferroviaire à Harrow & Wealdstone le 8 octobre 1952, le deuxième plus mortel dans le Royaume-Uni.